# Концерт для фортепиано с оркестром (WoO 4)
Концерт для фортепиано с оркестром ми-бемоль мажор, WoO 4 («Юношеский концерт») ― ранняя работа Людвига ван Бетховена, написанная в 1784 году в Бонне, когда композитору было 14 лет. Оригинальные оркестровые партии концерта со временем были утеряны, на сегодняшний день сохранилась только сольная фортепианная партия. Произведение иногда называют «Концертом для фортепиано с оркестром № 0», так как оно хронологически предшествовало всем другим сочинениям Бетховена в этом жанре. Собственные реконструкции пьесы сделали пианисты Ховард Шелли, Рональд Браутигам и Филиппос Цалачурис, а также музыковед и композитор Вилли Хесс.
Концерт состоит из трёх частей:
1. Allegro moderato
2. Larghetto
3. Rondo allegretto

Тот факт, что у концерта существует много вариантов оркестровки, затрудняет его точное описание; в целом произведение написано в стиле композиторов конца 18 века, таких как Йозеф Гайдн, который позже стал наставником Бетховена. В некоторых отрезках пьесы чувствуется влияние творчества Иоганна Себастьяна Баха и композиторов мангеймской школы. Оригинальный автограф концерта, состоящий из 32 страниц, был обнаружен в 1890 году; сейчас он хранится в Берлинской государственной библиотеке.
Последняя часть композиции в обработке Вилли Хесса была впервые исполнена в Осло в 1934 году (пианист ― Уолтер Фрей), остальные две части Хесс завершил к 1943 году. Полностью концерт был представлен публике в 1968 году в Королевском фестивальном зале в Лондоне.